# Caupolicana dimidiata
Caupolicana dimidiata är en biart som beskrevs av Herbst 1917. Caupolicana dimidiata ingår i släktet Caupolicana och familjen korttungebin. Inga underarter finns listade.